# Klokočí (Olomouc)
Klokočí (in tedesco Klogsdorf) è un comune della Repubblica Ceca facente parte del distretto di Přerov, nella regione di Olomouc.